# Sphères mégalithiques du Costa Rica
Les sphères mégalithiques du Costa Rica sont un ensemble de plusieurs centaines de boules de pierre découvertes dans le sud du Costa Rica. Elles sont communément attribuées à l'ancienne culture Diquis.

## Nom
Localement, les pierres sont connues sous le nom de las Bolas (« les Boules »). Du fait de leurs créateurs supposés, elles sont parfois nommées « sphères diquis » ou « díquis ».

## Description

### Caractéristiques
Les sphères sont des pétrosphères, principalement de gabbro (une roche plutonique). Une douzaine environ sont sculptées dans du calcaire, une autre douzaine dans du grès.
Les dimensions des pierres sont très variables : elles s'étalent de quelques centimètres à plus de 2 m de diamètre, la plupart ne dépassant pas toutefois le mètre. La plus grande des pierres connues atteint 2,15 m de diamètre, pour un poids estimé à 16 t,,.

### Localisation

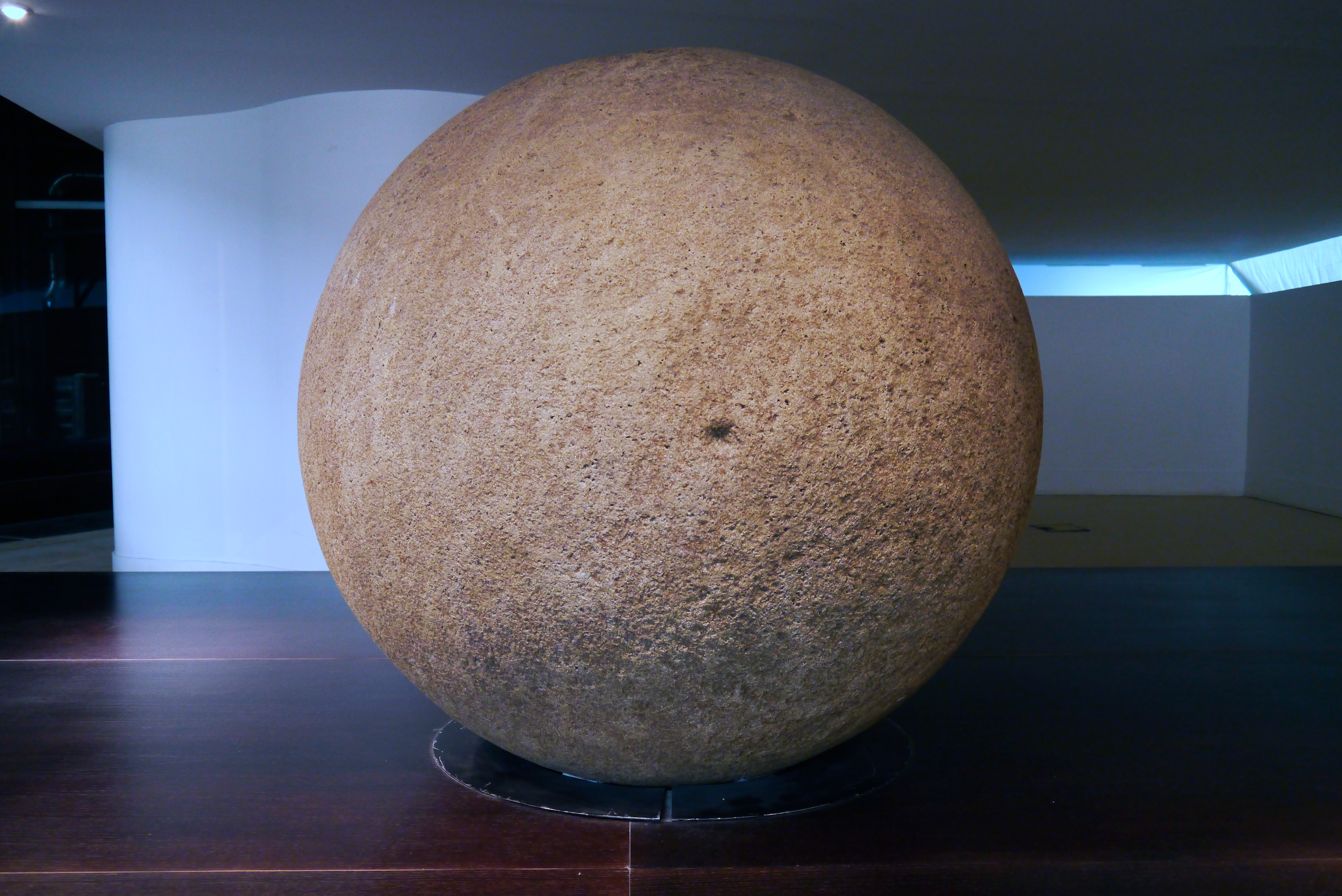
Grande sphère de pierre (800-1500) provenant de la région du Diquís au Costa Rica. Prêt temporaire du Museo National de Costa Rica au Musée du quai Branly.

La plus grande concentration de sphères a été découverte dans la jungle du sud du Costa Rica, dans le delta du Diquis, entre les fleuves Terraba et Sierpe (en). Quelques sphères ont également été découvertes sur l'isla del Caño, à une dizaine de km de la péninsule d'Osa.
Quasiment toutes les sphères ont été déplacées depuis leur découverte ; on peut désormais en trouver un peu partout dans le Costa Rica. Deux sphères sont par ailleurs exposées aux États-Unis, l'une au musée de la National Geographic Society à Washington, l'autre près du musée Peabody d'archéologie et d'ethnologie à Cambridge. Également, une sphère provenant du Musée National du Costa Rica a été prêtée au Musée du quai Branly, en accord avec le gouvernement costaricien, de 2006 jusqu’en 2014. La sphère a été soclée in situ dans le hall d’accueil du musée.

### Sculpture
Le gabbro dans lequel sont sculptées la plupart des sphères provient du lit du fleuve Térraba, à moins d'une centaine de km de l'endroit où la majorité des sphères ont été découvertes. À partir de rochers volcaniques déjà quasiment sphériques, une méthode de sculpture consisterait à alterner des épisodes de chauffage et de refroidissement, permettant de détacher de minces pellicules de la pierre. Une fois la forme sphérique obtenue, il serait possible de corriger les imperfections à l'aide d'outils, en martelant et frappant la pierre.

## Historique

### Époque précolombienne
On suppose que les sphères ont été sculptées entre 200 av. J.-C. et 1500. Cependant, la stratigraphie est la seule méthode disponible pour cette datation et la plupart des pierres ne sont plus situées à leur emplacement d'origine. En outre, la culture des peuples les ayant sculptées a disparu après la conquête espagnole.
Les sphères ont été retrouvées avec des morceaux de poterie de la culture d'Aguas Buenas (-200 à 600), ainsi que des sculptures de type polychrome de Buenos Aires (1000 à 1500).

### Époque post-contact

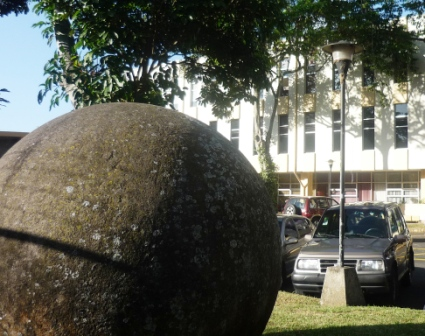
Sphère de pierre, université du Costa Rica.

Les sphères sont découvertes dans les années 1930 lors de défrichages menés dans la jungle par l'United Fruit Company pour ses plantations de bananes. Les ouvriers les poussent alors sur le côté avec des bulldozers et autres équipements lourds, endommageant quelques sphères. De plus, inspirés par des légendes d'or caché à l'intérieur, certains percent des trous à l'intérieur ou les font exploser à la dynamite. Plusieurs sphères sont détruites avant que les autorités n'interviennent.
La première étude des sphères est entreprise peu après par Doris Stone, fille d'un cadre de l'United Fruit Company. Elles sont publiées en 1943 dans American Antiquity, attirant l'attention du docteur Samuel Lothrop (en) du musée Peabody d'archéologie et d'ethnologie à l'université Harvard,. En 1948, il tente avec sa femme de fouiller un site archéologique inconnu dans le Nord du Costa Rica. Ils découvrent d'autres sphères, mais des troubles politiques empêchent la poursuite des fouilles. À San José, Lothrop rencontre Doris Stone, qui dirige un groupe dans la région du delta du Diquís et lui indique des sites importants et des contacts personnels. Lothrop publie ses découvertes dans Archaeology of the Diquís Delta, Costa Rica 1963.
Fin 2021, 2 nouveaux spécimens ont été dégagés par l’archéologue Francisco Corrales Ulloa, l'ancien directeur du Musée National du Costa Rica  et grand spécialiste des pétrosphères. Il se pourrait que cette  découverte permette d'en savoir plus sur ces sphères parfaitement polies : contrairement aux autres, ces dernières ne semblent pas avoir été déplacées du delta du Diquis, d'où viennent déjà la plupart des autres pierres.
Les sphères sont classées au patrimoine mondial par l'Unesco en 2014.

### Influences contemporaines
Les sphères mégalithiques ont influencé certains artistes costaricains, par exemple Ibo Bonilla (en) et Jiménez Deredia (es).

## Mythes
Plusieurs mythes entourent les pierres. Le mystère de leur origine (éloignement des pierres dans lesquelles elles sont taillées, difficulté de leur datation, forme, etc.) donne lieu à de nombreuses interprétations ésotériques ou mystérieuses. Cet aspect est notamment exploité dans les livres de l'écrivain suisse Erich von Däniken.